# Lonchodes skapanus
Lonchodes skapanus är en insektsart som beskrevs av Brock 1999. Lonchodes skapanus ingår i släktet Lonchodes och familjen Phasmatidae. Inga underarter finns listade i Catalogue of Life.